# Jet Lag: The Game
Jet Lag: The Game is een Amerikaans reisspelprogramma bedacht door Sam Denby, Adam Chase en Ben Doyle en geproduceerd voor het streamingplatform Nebula. Afleveringen worden daarnaast ook op YouTube gepubliceerd. In het programma staat elk seizoen een spelformat centraal waarbij spelers een geografisch doel moeten bereiken op verschillende locaties, waarbij sommige spelformats geïnspireerd zijn door bordspellen.

## Achtergrond
Jet Lag is bedacht door Sam Denby, oprichter van Wendover Productions en Chief Content Officer bij het streamingplatform Nebula, en schrijvers Adam Chase en Ben Doyle. Zij doen alledrie elk seizoen mee als deelnemer. Het eerste seizoen werd gepubliceerd op 26 mei 2022.
Jet Lag's spelformat werd oorspronkelijk ontwikkeld voor een ander Wendover-programma genaamd Half as Interesting's Crime Spree. In dit programma werd Denby achtervolgd door Chase en Doyle terwijl hij verschillende obscure wetten probeerde te overtreden in de Verenigde Staten. Denby noemde ook The Amazing Race en de Britse panelshow Taskmaster als inspiratie voor de verschillende challenges in het programma.
Het programma wordt voornamelijk geproduceerd voor streamingplatform Nebula, waarbij de abonnees van dat platform het relatief hoge budget per video ondersteunen. Afleveringen worden eerst op Nebula gepubliceerd en een week later op YouTube.

## Format
Elk seizoen heeft een spelformat dat uniek is voor het geografische gebied waar het spel zich afspeelt en de vervoersmogelijkheden ter plekke. In het eerste seizoen moesten spelers naar verschillende Amerikaanse staten reizen om zo een rij of kolom te claimen in een spelletje vier op 'n rij. In latere seizoenen moesten deelnemers de aarde rondreizen met het vliegtuig, tikkertje spelen in West-Europa, van het noorden naar het zuiden van Nieuw-Zeeland rijden, capture the flag spelen in grote delen van Japan, racen van het meest noordelijke naar het meest zuidelijke punt van de continentale Verenigde Staten en verstoppertje spelen in Zwitserland.
Om spelmunten of geld te verdienen die gebruikt kunnen worden om verder te reizen en, in latere seizoenen, power-ups te kopen moeten de spelers challenges voltooien. In verschillende seizoenen was er bijvoorbeeld een challenge waarbij spelers, in veel gevallen Doyle, dronken moest worden. Er kunnen ook sabotagemiddelen, zogenaamde curses, ingezet worden. Deze curses beperken bijvoorbeeld de spelers' reismogelijkheden (zo kunnen zij bijvoorbeeld alleen een vervoersmiddel nemen dat op een oneven aantal minuten na het hele uur vertrekt) of voegen zij een ongemakkelijk element toe aan het spel (zoals het verplicht herhaaldelijk luisteren naar "The Elements" van Tom Lehrer tot de spelers de volgende stad bereiken).
In seizoen vijf introduceerden Chase en Doyle een terugkerend onderdeel genaamd "The Snack Zone". In dit onderdeel geven zij hun mening over verschillend lokaal eten en drinken. In het daaropvolgende seizoen creëerden Denby en zijn gast Scotty Allen, bekend van Strange Parts, een alternatief op snacks gebaseerd onderdeel onder de naam "Choo Choo Chew".
De deelnemende teams wisselen per seizoen. In Tag Across Europe en Switzerland (Hide + Seek) vormen twee van de drie vaste deelnemers een team terwijl een derde speler alleen opereert. Wanneer het doel van het spel bereikt wordt wisselen de spelers door. In andere seizoenen wordt het trio vaak vergezeld door een andere internetpersoonlijkheid, vaak ook content creators op Nebula. Chase en Doyle werken in dat geval samen terwijl Denby samen met de gast een team vormt. Te gast in het programma waren tot dusver YouTubers Brian McManus, Joseph Pisenti, Toby Hendy, Scotty Allen, Michelle Khare en Tom Scott.

## Productie
Filmlocaties worden gekozen op basis van de beschikbaarheid van "robuust, frequent, betrouwbaar of semi-betrouwbaar openbaar vervoer", aldus Denby. Alhoewel er seizoenen plaats hebben gevonden waarbij de auto gebruikt werd vond het team dat auto's niet de strategische aantrekkingskracht van openbaar vervoer konden evenaren.
Jet Lag wordt opgenomen met verschillende IPhone 13 Pro's en Røde lavalier microfoons. Deze configuratie zorgt er volgens Denby voor dat de deelnemers zich kunnen focussen op het maken van het programma in plaats van op cinematografie.
Om de klimaatimpact van het gebruik van vliegverkeer tijdens het maken van het programma te adresseren betaalt Wendover voor CO2-compensatie ter waarde van tien keer de geschatte uitstoot via het Gold Standard-programma. "We wisten vanaf het begin dat we wel wat kritiek zouden krijgen op deze vrij duidelijk onbeduidende reizen", vertelde Denby aan de Canadese krant The Globe and Mail.
Naast de serie zelf produceert het team van Jet Lag ook exclusieve aan het programma gerelateerde content voor abonnees van Nebula. Na seizoenen 3 en 4 werden twee videos getiteld The Layover gepubliceerd waaruit later de gelijknamige podcast ontstond (vanaf seizoen 5). In The Layover worden het spelontwerp en details over de productie van het programma besproken vanuit een "achter-de-schermen"-perspectief. Ook worden er sinds seizoen 8 op Nebula video's gepubliceerd met outtakes, fragmenten die het programma oorspronkelijk niet haalden.

## Ontvangst
Het online programma was genomineerd in de montagecategorie voor de 13e editie van de Streamy Awards. Sinds maart 2024 is het programma voor meer dan een miljoen uur bekeken op Nebula. Daarnaast wordt het programma op YouTube gevolgd door 900.000 abonnees en is het op dat platform reeds 100 miljoen keer bekeken.

## Seizoenen
Jet Lag: The Game bestaat tot nu toe uit 13 seizoenen.
| Seizoen | Titel                        | Afleveringen | Uitzendingen      | Uitzendingen      | Locatie               | Gast                                        | Winnaar(s)                 | Spelformat                                                                               |
| Seizoen | Titel                        | Afleveringen | Eerste            | Laatste           | Locatie               | Gast                                        | Winnaar(s)                 | Spelformat                                                                               |
| ------- | ---------------------------- | ------------ | ----------------- | ----------------- | --------------------- | ------------------------------------------- | -------------------------- | ---------------------------------------------------------------------------------------- |
| 1       | Connect 4 Across America     | 3            | 25 mei 2022       | 1 juni 2022       | West-Verenigde Staten | Brian McManus                               | Sam Denby & Brian McManus  | Vier op 'n rij door staten te claimen                                                    |
| 2       | Circumnavigation             | 5            | 29 juni 2022      | 28 juli 2022      | Aarde                 | Joseph Pisenti                              | Adam Chase & Ben Doyle     | Race om de wereld                                                                        |
| 3       | Tag EUR It                   | 7            | 7 september 2022  | 19 oktober 2022   | West-Europa           | n.v.t.                                      | Adam Chase                 | Tikkertje in West-Europa                                                                 |
| 4       | Battle 4 America             | 5            | 7 december 2022   | 4 januari 2023    | Verenigde Staten      | Brian McManus                               | Adam Chase & Ben Doyle     | Claim de meeste Amerikaanse staten binnen de tijd                                        |
| 5       | Race to the End of the World | 8            | 1 maart 2023      | 19 april 2023     | Nieuw-Zeeland         | Toby Hendy                                  | Sam Denby & Toby Hendy     | Rijd van het noorden naar het zuiden van Nieuw-Zeeland, speel routes vrij via challenges |
| 6       | Capture the Flag             | 7            | 31 mei 2023       | 12 juli 2023      | Japan                 | Scotty Allen                                | Adam Chase & Ben Doyle     | Drie rondes Capture the flag in Japan, startend in Tokio                                 |
| 7       | Tag EUR It 2                 | 6            | 6 september 2023  | 11 oktober 2023   | West-Europa           | n.v.t.                                      | Ben Doyle                  | Tikkertje in West-Europa                                                                 |
| 8       | Arctic Escape                | 6            | 13 december 2023  | 17 januari 2024   | Verenigde Staten      | Michelle Khare                              | Sam Denby & Michelle Khare | Een race van Utqiaġvik, Alaska naar Key West, Florida                                    |
| 9       | Hide + Seek                  | 5            | 28 februari 2024  | 27 maart 2024     | Zwitserland           | n.v.t.                                      | Adam Chase                 | Verstoppertje in Zwitserland                                                             |
| 10      | Au$tralia                    | 6            | 15 mei 2024       | 19 juni 2024      | Australië             | Toby Hendy                                  | Sam Denby & Toby Hendy     | Claim de meeste Australische staten binnen de tijd                                       |
| 11      | Tag EUR It 3                 | 6            | 21 augustus 2024  | 25 september 2024 | Alpenlanden           | n.v.t.                                      | Sam Denby                  | Tikkertje in de Alpenlanden                                                              |
| 12      | Hide + Seek: Japan           | 7            | 4 december 2024   | 15 januari 2025   | Japan                 | n.v.t.                                      | Ben Doyle                  | Verstoppertje in Japan                                                                   |
| 13      | Schengen Showdown            | 6            | 5 maart 2025      | 9 april 2025      | Schengengebied        | Tom Scott                                   | Ben Doyle & Adam Chase     | Claim de meeste Schengenlanden binnen de tijd                                            |
| 13.5    | Hide + Seek NYC              | 2            | 23 april 2025     | 30 april 2025     | New York (stad)       | Amy Muller                                  | Sam Denby & Ben Doyle      | Verstoppertje in NYC                                                                     |
| 14      | Snake                        | 6            | 11 juni 2025      | 16 juli 2025      | Zuid-Korea            | n.v.t                                       | Adam Chase                 | Snake met treinen in Zuid-Korea                                                          |
| 15      | Tag EUR It All Stars         | n.n.b.       | 17 september 2025 | n.n.b.            | West-Europa           | Toby Hendy, Michelle Khare, & Brian McManus | n.n.b.                     | Tikkertje in West-Europa                                                                 |